# Labets
Pour les articles homonymes, voir Labets.
Labets est une ancienne commune française du département des Pyrénées-Atlantiques. Le 12 mai 1841, la commune fusionne avec Biscay pour former la nouvelle commune de Labets-Biscay.

## Géographie
Le village fait partie du pays de Mixe, dans la province basque de Basse-Navarre.

## Toponymie
Son nom basque est Labetze. Jean-Baptiste Orpustan indique que Labets signifie 'lieu de brûlis' et Biscay 'hauteur' ou 'croupe'.
Le toponyme Labets apparaît sous les formes 
Labedz (1120, cartulaire de Sorde et 1134), 
Sanctus Martinus de Lavez (1160), 
Lavetz (1268), 
Lavez (1304 et 1309), 
Lavetç (1350), 
Labetz (1316, 1413 et 1472, notaires de Labastide-Villefranche) et 
Labez (1513, titres de Pampelune).

## Démographie
En 1350, dix feux sont signalés à Labets.
Le recensement à caractère fiscal de 1412-1413, réalisé sur ordre de Charles III de Navarre, comparé à celui de 1551 des hommes et des armes qui sont dans le présent royaume de Navarre d'en deçà les ports, révèle une démographie en forte croissance. Le premier indique à Labets la présence de 6 feux, le second de 25 feux. 
Le recensement de la population de Basse-Navarre de 1695 dénombre 71 feux à Labets.
| 1793 | 1800 | 1806 | 1821 | 1831 | 1836 |
| ---- | ---- | ---- | ---- | ---- | ---- |
| 342  | 275  | 282  | 356  | 376  | 399  |

## Culture locale et patrimoine

### Patrimoine religieux
L'église de l'Assomption-de-la-Bienheureuse-Vierge-Marie date de 1771.

## Pour approfondir